# KNVB beker 2000-2001
La KNVB beker 2000-2001 (chiamata Amstel Cup per ragioni di sponsorizzazione) fu l'ottantatreesima edizione della Coppa dei Paesi Bassi di calcio.

## Fase a gruppi
Giocata tra l'8 agosto e il 13 settembre 2000
Group 1
| Team              | Pts |
| ----------------- | --- |
| 1. AZ Alkmaar E   | 9   |
| 2. VV Ter Leede A | 6   |
| 3. Telstar 1      | 3   |
| 4. AFC '34 A      | 0   |

Group 2
| Team                     | Pts |
| ------------------------ | --- |
| 1. Excelsior 1           | 9   |
| 2. VV Noordwijk A        | 6   |
| 3. VSV TONEGIDO A        | 3   |
| 4. Excelsior Maassluis A | 0   |

Group 3
| Team                  | Pts |
| --------------------- | --- |
| 1. Sparta E           | 9   |
| 2. Rijnsburgse Boys A | 4   |
| 3. SVV Scheveningen A | 4   |
| 4. VV Nieuwenhoorn A  | 0   |

Group 4
| Team              | Pts |
| ----------------- | --- |
| 1. ADO Den Haag 1 | 9   |
| 2. Dordrecht'90 1 | 6   |
| 3. VV Katwijk A   | 3   |
| 4. KBV A          | 0   |

Group 5
| Team                | Pts |
| ------------------- | --- |
| 1. Young PSV        | 9   |
| 2. RBC Roosendaal E | 3   |
| 3. SHO A            | 3   |
| 4. VV Kloetinge A   | 3   |

Group 6
| Team                  | Pts |
| --------------------- | --- |
| 1. Utrecht E          | 9   |
| 2. ADO '20 A          | 4   |
| 3. HFC Haarlem 1      | 3   |
| 4. IJsselmeervogels A | 0   |

Group 7
| Team               | Pts |
| ------------------ | --- |
| 1. Willem II E     | 9   |
| 2. SV Huizen A     | 6   |
| 3. VV Capelle A    | 3   |
| 4. VV Nijenrodes A | 0   |

Group 8
| Team                 | Pts |
| -------------------- | --- |
| 1. NAC Breda E       | 9   |
| 2. VV Baronie A      | 4   |
| 3. BVV Barendrecht A | 4   |
| 4. VV Spijkenisse A  | 0   |

Group 9
| Team              | Pts |
| ----------------- | --- |
| 1. FC Den Bosch 1 | 9   |
| 2. SV TOP A       | 4   |
| 3. OJC Rosmalen A | 3   |
| 4. ASWH A         | 1   |

Group 10
| Team               | Pts |
| ------------------ | --- |
| 1. Helmond Sport 1 | 7   |
| 2. FC Eindhoven 1  | 5   |
| 3. Achilles Veen A | 4   |
| 4. RKSV UDI'19 A   | 0   |

Group 11
| Team                | Pts |
| ------------------- | --- |
| 1. Cambuur Leeuw. 1 | 7   |
| 2. FC Volendam 1    | 6   |
| 3. FC Omniworld A   | 4   |
| 4. SV Spakenburg A  | 0   |

Group 12
| Team                | Pts |
| ------------------- | --- |
| 1. Young FC Utrecht | 7   |
| 2. FC Zwolle 1      | 5   |
| 3. HVV Hollandia A  | 4   |
| 4. WHC A            | 0   |

Group 13
| Team                 | Pts |
| -------------------- | --- |
| 1. Heracles Almelo 1 | 5   |
| 2. SV Urk A          | 5   |
| 3. Be Quick '28 A    | 5   |
| 4. Quick '20 A       | 0   |

Group 14
| Team             | Pts |
| ---------------- | --- |
| 1. NEC E         | 9   |
| 2. TOP Oss 1     | 6   |
| 3. De Treffers A | 3   |
| 4. GVVV A        | 0   |

Group 15
| Team                 | Pts |
| -------------------- | --- |
| 1. Fortuna Sittard E | 6   |
| 2. VV Gemert A       | 3   |
| 3. VV Geldrop A      | 0   |

Group 16
| Team               | Pts |
| ------------------ | --- |
| 1. Groningen E     | 9   |
| 2. BV Veendam 1    | 6   |
| 3. VV Appingedam A | 3   |
| 4. ACV A           | 0   |

Group 17
| Team               | Pts |
| ------------------ | --- |
| 1. FC Emmen 1      | 9   |
| 2. Achilles 1894 A | 6   |
| 3. VV Sneek A      | 3   |
| 4. SC Genemuiden A | 0   |

Group 18
| Team                 | Pts |
| -------------------- | --- |
| 1. Twente E          | 7   |
| 2. Go Ahead Eagles 1 | 7   |
| 3. RKSV Babberich A  | 3   |
| 4. VVOG A            | 0   |

Group 19
| Team               | Pts |
| ------------------ | --- |
| 1. De Graafschap E | 9   |
| 2. USV Elinkwijk A | 4   |
| 3. VV Bennekom A   | 3   |
| 4. HSC '21 A       | 1   |

Group 20
| Team              | Pts |
| ----------------- | --- |
| 1. VVV-Venlo 1    | 9   |
| 2. MVV 1          | 6   |
| 3. SV Panningen A | 3   |
| 4. EHC A          | 0   |

 E Eredivisie; 1 Eerste Divisie; A Club dilettantistici 

## Fase a eliminazione diretta

### Primo turno
Giocato il 20 e 21 settembre 2000
| Squadra 1        | Risultato       | Squadra 2        |
| ---------------- | --------------- | ---------------- |
| Achilles 1894    | 2 - 1           | Jong Utrecht     |
| Utrecht          | 10 - 0          | Veendam          |
| Emmen            | 3 - 3 (2-3 dcr) | TOP Oss          |
| Go Ahead Eagles  | 1 - 5           | Excelsior        |
| Dordrecht        | 1 - 4           | Jong PSV         |
| SV TOP           | 0 - 0 (5-6 dcr) | VVV-Venlo        |
| RKC Waalwijk     | 0 - 2           | Heracles Almelo  |
| Sparta Rotterdam | 3 - 1           | Volendam         |
| De Graafschap    | 1 - 2           | MVV              |
| Den Bosch        | 3 - 2           | RBC Roosendaal   |
| ADO '20          | 1 - 2           | Cambuur          |
| Willem II        | 1 - 2           | Eindhoven        |
| AZ Alkmaar       | 3 - 2           | Rijnsburgse Boys |
| Noordwijk        | 1 - 2           | N.E.C.           |
| SV Huizen        | 1 - 4           | Groningen        |
| Ter Leede        | 1 - 2 (dts)     | Fortuna Sittard  |
| Baronie          | 0 - 6           | NAC Breda        |
| SV Urk           | 2 - 3 (dts)     | Helmond Sport    |
| ADO Den Haag     | 1 - 3           | Zwolle           |
| Elinkwijk        | 2 - 3 (dts)     | Twente           |

### Secondo Turno
Giocate tra il 19 ottobre 2000 e il 23 gennaio 2001.
| Squadra 1       | Risultato | Squadra 2        |
| --------------- | --------- | ---------------- |
| Fortuna Sittard | 4 - 0     | Groningen        |
| Zwolle          | 3 - 1     | NAC Breda        |
| Helmond Sport   | 1 - 3     | AZ Alkmaar       |
| MVV             | 0 - 3     | Utrecht          |
| Jong PSV        | 0 - 1     | Excelsior        |
| Heracles Almelo | 3 - 2     | Cambuur          |
| VVV-Venlo       | 3 - 2     | TOP Oss          |
| Eindhoven       | 0 - 4     | Den Bosch        |
| N.E.C.          | 3 - 1     | Sparta Rotterdam |
| Achilles 1894   | 1 - 6     | Twente           |

### Ottavi di finale
Giocati tra il 14 e 27 gennaio 2001
| Squadra 1       | Risultato   | Squadra 2  |
| --------------- | ----------- | ---------- |
| PSV             | 4 - 1       | Den Bosch  |
| N.E.C.          | 1 - 2       | Feyenoord  |
| Roda JC         | 2 - 0       | Utrecht    |
| Excelsior       | 1 - 3       | AZ Alkmaar |
| Ajax            | 1 - 2 (dts) | Vitesse    |
| Heracles Almelo | 1 - 5       | Zwolle     |
| VVV-Venlo       | 0 - 1       | Heerenveen |
| Fortuna Sittard | 1 - 2       | Twente     |

### Quarti di finale
Le prime 3 partite furono giocate il 7 febbraio 2001. La quarta il 14 marzo.
| Squadra 1  | Risultato | Squadra 2  |
| ---------- | --------- | ---------- |
| Zwolle     | 3 - 4     | Twente     |
| Vitesse    | 2 - 1     | AZ Alkmaar |
| Roda JC    | 0 - 2     | PSV        |
| Heerenveen | 4 - 3     | Feyenoord  |

### Semifinali
Giocate l'11 e 12 aprile 2001.
| Squadra 1  | Risultato       | Squadra 2 |
| ---------- | --------------- | --------- |
| Heerenveen | 1 - 3           | PSV       |
| Vitesse    | 0 - 0 (3-4 dcr) | Twente    |

### Finale
Giocata il 24 maggio 2001 nello Stadion Feijenoord, Rotterdam.
| Squadra 1 | Risultato       | Squadra 2 |
| --------- | --------------- | --------- |
| PSV       | 0 - 0 (3-4 dcr) | Twente    |

|                                              | PSV                  | 0 – 0 (d.t.s.) | Twente |  |
| \| \| \| \| \| \| Tiri di rigore 3 – 4 \| \| |                      |                |        |  |
|                                              |                      |                |        |  |
|                                              | Tiri di rigore 3 – 4 |                |        |  |